# Sorcerer (Thornton)
Sorcerer, The mask of seduction is een studioalbum van Phil Thornton. Sorcerer (Tovenaar) is min of meer de opvolger van Shaman, waarin Thornton qua thematiek terugreist, maar muzikaal vooruit gaat. De hoes is een van de naargeestigste van albums van Thornton, de muziek bleef echter bijna onveranderd. Het album is opgenomen in de Expandibubble studio van Thornton in Sussex.

## Musici
- Phil Thornton – blokfluiten, synthesizers, percussie, rain stick en gezang
- John “Laughing Wolf” Wilde – stem
- Darren Green – didgeridoo
- Mike Rogers – Kangling

## Muziek
Beide van Thornton

| Nr. | Titel                 | Duur  |
| --- | --------------------- | ----- |
| 1.  | The mask of seduction | 20:16 |
| 2.  | Kiss of the sorcerer  | 20:32 |